# Parachadisra varians
Parachadisra varians är en fjärilsart som beskrevs av George Thomas Bethune-Baker 1908. Parachadisra varians ingår i släktet Parachadisra och familjen tandspinnare. Inga underarter finns listade i Catalogue of Life.